# Ligue 1 2012/13
Die Ligue 1 2012/13 war die 75. Spielzeit der höchsten französischen Spielklasse im Fußball. Sie begann am 11. August 2012 und endete am 26. Mai 2013. Titelverteidiger war der HSC Montpellier.

## Mannschaften
Die Saison wurde von 20 Mannschaften bestritten; zu den 17 besten der Saison 2011/12 kamen die drei Aufsteiger der Ligue 2 2011/12.
Nicht mehr dabei waren die drei Absteiger der letzten Saison, SM Caen, FCO Dijon und AJ Auxerre. Der erstmalige Abstieg Auxerres aus der höchsten französischen Spielklasse beendete eine 32 Jahre andauernde Zugehörigkeit des Clubs zur Division 1/Ligue 1. Caen und Dijon kehrten nach zwei bzw. einem Jahr in die Ligue 2 zurück.
Aufsteiger aus der Ligue 2 waren der SC Bastia, Stade Reims sowie ES Troyes AC. Von den drei Aufsteigern beendete Reims die längste Serie ohne Erstligazugehörigkeit; der Verein war zum ersten Mal seit der Saison 1978/79 wieder in der höchsten französischen Spielklasse vertreten. Bastia kehrte nach sieben Jahren Abwesenheit und zwei aufeinanderfolgenden Aufstiegen in die erste Liga zurück. ESTAC schließlich stieg nach fünf Saisons in der zweiten und dritten Liga wieder auf, konnte die Klasse aber nicht über diese Spielzeit hinaus halten.
| Verein                   | Stadt            | Stadion                      | Kapazität    |
| ------------------------ | ---------------- | ---------------------------- | ------------ |
| AC Ajaccio               | Ajaccio          | Stade François-Coty          | 10.660       |
| AS Nancy                 | Nancy            | Stade Marcel-Picot           | 20.085       |
| AS Saint-Étienne         | Saint-Étienne    | Stade Geoffroy-Guichard      | 0026.747 (a) |
| ES Troyes AC             | Troyes           | Stade de l’Aube              | 20.842       |
| FC Évian Thonon Gaillard | Thonon-les-Bains | Parc des Sports d’Annecy     | 12.243       |
| FC Lorient               | Lorient          | Stade du Moustoir            | 18.110       |
| FC Sochaux               | Sochaux          | Stade Auguste-Bonal          | 20.005       |
| FC Toulouse              | Toulouse         | Stadium Municipal            | 35.472       |
| FC Valenciennes          | Valenciennes     | Stade du Hainaut             | 25.200       |
| Girondins Bordeaux       | Bordeaux         | Stade Jacques-Chaban-Delmas  | 34.263       |
| HSC Montpellier          | Montpellier      | Stade de la Mosson           | 32.950       |
| OGC Nizza                | Nizza            | Stade du Ray                 | 18.696       |
| Olympique Lyon           | Lyon             | Stade Gerland                | 40.494       |
| Olympique Marseille      | Marseille        | Stade Vélodrome              | 0042.000 (a) |
| OSC Lille                | Lille            | Grand Stade Lille Métropole  | 50.186       |
| Paris Saint-Germain      | Paris            | Prinzenparkstadion           | 47.428       |
| SC Bastia                | Bastia (b)       | Stade Armand Cesari          | 11.460       |
| Stade Brest              | Brest            | Stade Francis-Le Blé         | 15.583       |
| Stade Reims              | Reims            | Stade Auguste-Delaune        | 21.628       |
| Stade Rennes             | Rennes           | Stade de la Route de Lorient | 29.778       |

## Abschlusstabelle
Die inoffizielle Herbstmeisterschaft sicherte sich der hohe Favorit Paris, allerdings nur dank des besseren Torverhältnisses gegenüber den punktgleichen Mannschaften aus Lyon und Marseille. Auf den letzten drei Plätzen gingen Sochaux, als einziger Aufsteiger Troyes sowie Nancy in die Rückrunde.
Nach Abschluss des 36. Spieltages waren Paris der erste Platz und Marseille die Vizemeisterschaft rechnerisch nicht mehr zu nehmen, während das Schlusslicht Brest keinen Nichtabstiegsplatz mehr erreichen konnte. Vor dem letzten Spieltag stand auch für Nancy der sportliche Abstieg fest; diese beiden musste der Neuling aus Troyes begleiten.
| Pl. | Verein                  | Sp. | S  | U  | N  | Tore    | Diff. | Punkte |
| --- | ----------------------- | --- | -- | -- | -- | ------- | ----- | ------ |
| 1.  | Paris Saint-Germain     | 38  | 25 | 8  | 5  | 069:230 | +46   | 83     |
| 2.  | Olympique Marseille (L) | 38  | 21 | 8  | 9  | 042:360 | +6    | 71     |
| 3.  | Olympique Lyon          | 38  | 19 | 10 | 9  | 061:380 | +23   | 67     |
| 4.  | OGC Nizza               | 38  | 18 | 10 | 10 | 057:460 | +11   | 64     |
| 5.  | AS Saint-Étienne        | 38  | 16 | 15 | 7  | 060:320 | +28   | 63     |
| 6.  | OSC Lille               | 38  | 16 | 14 | 8  | 059:400 | +19   | 62     |
| 7.  | Girondins Bordeaux      | 38  | 13 | 16 | 9  | 040:340 | +6    | 55     |
| 8.  | FC Lorient              | 38  | 14 | 11 | 13 | 057:580 | −1    | 53     |
| 9.  | HSC Montpellier         | 38  | 15 | 7  | 16 | 054:510 | +3    | 52     |
| 10. | FC Toulouse             | 38  | 13 | 12 | 13 | 049:470 | +2    | 51     |
| 11. | FC Valenciennes         | 38  | 12 | 12 | 14 | 049:530 | −4    | 48     |
| 12. | SC Bastia (N)           | 38  | 13 | 8  | 17 | 050:660 | −16   | 47     |
| 13. | Stade Rennes            | 38  | 13 | 7  | 18 | 048:590 | −11   | 46     |
| 14. | Stade Reims (N)         | 38  | 10 | 13 | 15 | 033:420 | −9    | 43     |
| 15. | FC Sochaux              | 38  | 10 | 11 | 17 | 041:570 | −16   | 41     |
| 16. | Évian Thonon Gaillard   | 38  | 10 | 10 | 18 | 046:530 | −7    | 40     |
| 17. | AC Ajaccio c            | 38  | 9  | 15 | 14 | 039:510 | −12   | 40     |
| 18. | AS Nancy                | 38  | 9  | 11 | 18 | 038:580 | −20   | 38     |
| 19. | ES Troyes AC (N)        | 38  | 8  | 13 | 17 | 043:610 | −18   | 37     |
| 20. | Stade Brest             | 38  | 8  | 5  | 25 | 032:620 | −30   | 29     |

Platzierungskriterien: 1. Punkte – 2. Tordifferenz – 3. geschossene Tore

| (M) | amtierender französischer Meister     |
| (P) | amtierender französischer Pokalsieger |
| (L) | amtierender Ligapokalsieger           |
| (N) | Neuaufsteiger aus der Ligue 2 2011/12 |

## Kreuztabelle
Die Kreuztabelle stellt die Ergebnisse aller Spiele dieser Saison dar. Die Heimmannschaft ist in der linken Spalte, die Gastmannschaft in der oberen Zeile aufgelistet.
| 2012/13               | HSC Montpellier | Paris Saint-Germain | OSC Lille | Olympique Lyon | Girondins Bordeaux | Stade Rennes | AS Saint-Étienne | FC Toulouse | Évian Thonon Gaillard | Olympique Marseille | AS Nancy | FC Valenciennes | OGC Nizza | FC Sochaux | Stade Brest |     |     | SC Bastia | Stade Reims | ES Troyes AC |
| --------------------- | --------------- | ------------------- | --------- | -------------- | ------------------ | ------------ | ---------------- | ----------- | --------------------- | ------------------- | -------- | --------------- | --------- | ---------- | ----------- | --- | --- | --------- | ----------- | ------------ |
| HSC Montpellier       |                 | 1:1                 | 0:0       | 1:2            | 1:0                | 2:0          | 1:1              | 1:1         | 2:3                   | 0:1                 | 1:0      | 3:1             | 3:1       | 2:0        | 2:1         | 3:0 | 2:0 | 4:0       | 3:1         | 1:1          |
| Paris Saint-Germain   | 1:0             |                     | 1:0       | 1:0            | 0:0                | 1:2          | 1:2              | 2:0         | 4:0                   | 2:0                 | 2:1      | 1:1             | 3:0       | 2:0        | 3:1         | 0:0 | 2:2 | 3:1       | 1:0         | 4:0          |
| OSC Lille             | 4:1             | 1:2                 |           | 1:1            | 2:1                | 2:0          | 1:1              | 2:0         | 1:2                   | 0:0                 | 1:1      | 2:1             | 0:2       | 3:3        | 1:0         | 2:0 | 5:0 | 0:0       | 3:0         | 1:1          |
| Olympique Lyon        | 1:0             | 0:1                 | 1:3       |                | 0:2                | 2:0          | 1:1              | 3:1         | 0:0                   | 0:0                 | 1:1      | 3:2             | 3:0       | 1:2        | 1:0         | 2:0 | 3:1 | 5:2       | 3:0         | 4:1          |
| Girondins Bordeaux    | 4:2             | 0:1                 | 1:1       | 0:4            |                    | 1:0          | 0:0              | 1:0         | 2:1                   | 1:0                 | 3:2      | 2:0             | 1:1       | 2:2        | 0:2         | 2:2 | 1:1 | 1:0       | 0:0         | 0:0          |
| Stade Rennes          | 2:1             | 0:2                 | 2:0       | 0:1            | 0:2                |              | 2:2              | 2:0         | 0:1                   | 2:2                 | 0:2      | 2:0             | 0:3       | 2:2        | 2:2         | 1:1 | 1:2 | 3:2       | 1:0         | 1:2          |
| AS Saint-Étienne      | 4:1             | 2:2                 | 1:2       | 0:1            | 0:0                | 2:0          |                  | 2:2         | 1:0                   | 2:0                 | 4:0      | 1:0             | 4:0       | 0:1        | 4:0         | 4:2 | 0:2 | 3:0       | 0:0         | 2:0          |
| FC Toulouse           | 2:0             | 0:4                 | 4:2       | 3:0            | 0:0                | 2:2          | 2:1              |             | 0:0                   | 0:1                 | 2:1      | 2:2             | 3:4       | 2:0        | 3:1         | 2:4 | 0:1 | 0:0       | 1:1         | 2:2          |
| Évian Thonon Gaillard | 0:1             | 0:1                 | 0:2       | 1:1            | 2:3                | 4:2          | 2:2              | 0:4         |                       | 1:1                 | 1:1      | 2:0             | 4:0       | 5:1        | 0:2         | 1:1 | 1:1 | 3:0       | 2:2         | 2:0          |
| Olympique Marseille   | 3:2             | 2:2                 | 1:0       | 1:4            | 1:0                | 3:1          | 1:0              | 2:1         | 1:0                   |                     | 0:1      | 1:0             | 2:2       | 2:0        | 1:0         | 0:0 | 0:3 | 2:1       | 0:0         | 2:1          |
| AS Nancy              | 0:2             | 0:1                 | 2:2       | 0:3            | 1:1                | 1:3          | 0:3              | 0:1         | 3:1                   | 0:1                 |          | 1:1             | 1:0       | 1:1        | 1:0         | 1:1 | 2:1 | 1:2       | 1:2         | 1:0          |
| FC Valenciennes       | 1:1             | 0:4                 | 1:3       | 0:2            | 0:0                | 4:1          | 0:0              | 0:0         | 2:1                   | 4:1                 | 0:0      |                 | 0:0       | 3:1        | 2:1         | 3:0 | 6:1 | 3:4       | 1:0         | 2:1          |
| OGC Nizza             | 2:0             | 2:1                 | 2:2       | 1:1            | 0:1                | 1:0          | 1:1              | 1:0         | 3:2                   | 0:1                 | 2:1      | 5:0             |           | 3:0        | 4:2         | 0:1 | 1:1 | 2:2       | 2:0         | 3:1          |
| FC Sochaux            | 1:3             | 3:2                 | 1:1       | 1:1            | 2:2                | 0:1          | 1:2              | 1:2         | 2:1                   | 3:1                 | 1:2      | 1:1             | 0:1       |            | 1:2         | 0:0 | 1:0 | 2:3       | 1:0         | 3:1          |
| Stade Brest           | 1:2             | 0:3                 | 1:2       | 1:1            | 1:1                | 0:2          | 0:1              | 0:1         | 1:0                   | 1:2                 | 1:2      | 2:1             | 0:2       | 0:2        |             | 1:1 | 2:0 | 3:0       | 0:2         | 2:1          |
| AC Ajaccio            | 2:1             | 0:0                 | 1:3       | 3:1            | 1:0                | 2:4          | 0:0              | 2:3         | 2:0                   | 0:2                 | 1:1      | 1:1             | 0:2       | 0:1        | 1:0         |     | 1:0 | 0:0       | 2:0         | 0:1          |
| FC Lorient            | 2:1             | 1:3                 | 2:0       | 1:1            | 0:4                | 2:2          | 3:1              | 1:0         | 2:1                   | 0:1                 | 3:0      | 1:1             | 1:1       | 2:0        | 4:0         | 4:4 |     | 4:1       | 2:2         | 3:2          |
| SC Bastia             | 3:1             | 0:4                 | 1:2       | 4:1            | 3:1                | 0:2          | 0:3              | 0:0         | 0:0                   | 1:2                 | 4:2      | 2:3             | 0:1       | 0:0        | 4:0         | 1:0 | 2:1 |           | 2:1         | 3:2          |
| Stade Reims           | 3:1             | 1:0                 | 1:1       | 1:0            | 0:0                | 1:0          | 1:1              | 1:1         | 1:2                   | 0:1                 | 2:0      | 0:1             | 3:1       | 1:0        | 0:0         | 1:1 | 1:0 | 1:2       |             | 1:1          |
| ES Troyes AC          | 1:1             | 0:1                 | 1:1       | 1:2            | 1:0                | 2:3          | 2:2              | 0:2         | 1:0                   | 1:0                 | 3:3      | 0:1             | 1:1       | 0:0        | 2:1         | 3:2 | 2:2 | 0:0       | 4:2         |              |

## Meistermannschaft
| Paris St. Germain   | |
| Paris Saint-Germain | - Tor: Salvatore Sirigu (33/-), Nicolas Douchez (4/-), Alphonse Aréola (2/-), Ronan Le Crom (1/-) - Abwehr: Maxwell (33/2), Mamadou Sakho (27/2), Christophe Jallet (27/-), Alex (24/2), Gregory van der Wiel (22/1), Thiago Silva (22/-), Sylvain Armand (18/-), Zoumana Camara (6/-), Siaka Tiéné (2/-), Antoine Conte (1/-) - Mittelfeld: Blaise Matuidi (37/5), Javier Pastore (34/4), Clément Chantôme (28/1), Marco Verratti (27/-), Thiago Motta (12/1), David Beckham (10/-), Lucas Moura (10/-), Kingsley Coman (1/-) - Sturm: Zlatan Ibrahimović (34/30), Jérémy Ménez (30/5), Ezequiel Lavezzi (28/3), Kevin Gameiro (25/8) - Trainer: Carlo Ancelotti |

* Mathieu Bodmer (4/-), Mohamed Sissoko (3/-), Adrien Rabiot (6/-), Nenê (9/1) und Guillaume Hoarau (6/1) haben den Verein während der Saison verlassen.

## Saisonstatistiken

### Torschützenliste
| Pl. | Name                      | Team                     | Tore |
| --- | ------------------------- | ------------------------ | ---- |
| 1.  | Zlatan Ibrahimović        | Paris Saint-Germain      | 30   |
| 2.  | Pierre-Emerick Aubameyang | AS Saint-Étienne         | 19   |
|     | Darío Cvitanich           | OGC Nizza                | 19   |
| 4.  | Bafétimbi Gomis           | Olympique Lyon           | 16   |
| 5.  | Jérémie Aliadière         | FC Lorient               | 15   |
|     | Wissam Ben Yedder         | FC Toulouse              | 15   |
|     | Anthony Modeste           | SC Bastia                | 15   |
| 8.  | Salomon Kalou             | OSC Lille                | 14   |
| 9.  | André-Pierre Gignac       | Olympique Marseille      | 13   |
|     | Saber Khelifa             | FC Évian Thonon Gaillard | 13   |
| 11. | Eden Ben Basat            | Stade Brest/FC Toulouse  | 12   |
|     | Dimitri Payet             | OSC Lille                | 12   |
| 13. | Brandão                   | AS Saint-Étienne         | 11   |
|     | Julien Féret              | Stade Rennes             | 11   |
|     | Lisandro López            | Olympique Lyon           | 11   |
|     | Adrian Mutu               | AC Ajaccio               | 11   |
| 17. | Romain Alessandrini       | Stade Rennes             | 10   |
|     | Younès Belhanda           | HSC Montpellier          | 10   |
|     | Souleymane Camara         | HSC Montpellier          | 10   |
|     | Mevlüt Erdinç             | Stade Rennes             | 10   |
|     | Benjamin Nivet            | ES Troyes AC             | 10   |
|     | Florian Thauvin           | SC Bastia                | 10   |

### Torvorlagengeberliste
Bei gleicher Anzahl von Torvorlagen sind die Spieler alphabetisch nach Nachnamen bzw. Künstlernamen sortiert.
| Pl. | Name                      | Mannschaft            | Vorlagen |
| --- | ------------------------- | --------------------- | -------- |
| 01. | Dimitri Payet             | OSC Lille             | 012      |
| 01. | Mathieu Valbuena          | Olympique Marseille   | 012      |
| 03. | Gaël Danic                | FC Valenciennes       | 011      |
| 03. | Yohan Mollo               | AS Saint-Étienne      | 011      |
| 05. | Pierre-Emerick Aubameyang | AS Saint-Étienne      | 08       |
| 05. | Javier Pastore            | Paris Saint-Germain   | 08       |
| 05. | Jérôme Rothen             | SC Bastia             | 08       |
| 08. | Jérémie Aliadière         | FC Lorient            | 07       |
| 08. | Eric Bauthéac             | OGC Nice              | 07       |
| 08. | Zlatan Ibrahimovic        | Paris Saint-Germain   | 07       |
| 08. | Wahbi Khazri              | SC Bastia             | 07       |
| 08. | Steed Malbranque          | Olympique Lyon        | 07       |
| 08. | Jérémy Menez              | Paris Saint-Germain   | 07       |
| 08. | Benoît Trémoulinas        | Girondins de Bordeaux | 07       |